# Wrong Turn 5: Bloodlines
Wrong Turn 5: Bloodlines (Pânico na Floresta 5, no Brasil) é um filme de terror americano de 2012, escrito e dirigido por Declan O'Brien. Os papéis principais são interpretados por Camilla Arfwedson, Roxanne McKee e Doug Bradley. É o quinto filme da série Wrong Turn, iniciada com o longa-metragem homônimo e continuada com Wrong Turn 2: Dead End, Wrong Turn 3: Left for Dead e Wrong Turn 4: Bloody Beginnings. A quinta sequência serve como uma prequela da segunda e continua cronologicamente de onde o quarto filme parou. 

## Enredo
Os amigos Billy, Cruz, Lita, Gus e Julian estão a caminho do festival musical Homem da Montanha, realizado durante o Dia das Bruxas em Fairlake, na Virgínia Ocidental. Enquanto isso, uma repórter é morta pelos irmãos canibais Three Finger, Saw Tooth e One Eye, que contam com a ajuda do assassino em série Maynard Odets. 
Billy e seus amigos quase atropelam Maynard e batem o carro numa árvore. Ao verificarem se ele está vivo, são atacados pelo assassino. Billy, Gus e Julian revidam. Todos acabam detidos pela xerife Angela Carter e pelo delegado Biggs. Angela leva o grupo para a delegacia e drogas são encontradas no veículo. Biggs fica sozinho, tomando conta do carro batido até um guincho chegar, mas é assassinado pelos canibais.
Na delegacia, Billy confessa a Angela que ele é o responsável pelas drogas e a convence a liberar os outros. A xerife descobre que Maynard é um fugitivo procurado por assassinato e toma providências para entregá-los às autoridades competentes na manhã seguinte. Maynard promete que ela não viverá tanto tempo.
Perto dali, os canibais derrubam um poste telefônico e desligam a rede elétrica, deixando a cidade sem telefone e eletricidade. A maioria dos habitantes locais está participando do festival numa cidade próxima. Gus e seus amigos hospedam-se num hotel. Cruz decide visitar Billy na cela da delegacia, mas é perseguida e morta por Three Finger. Julian passa no outro lado da rua, mas não percebe Cruz ser esviscerada pelo canibal.
No hotel, Gus é capturado ao atender a porta. Lita é atacada por One Eye, mas consegue escapar. Os canibais quebram as pernas de Gus e o abandonam na frente da delegacia. Angela tenta salvá-lo, mas os canibais o atropelam com uma caminhonete, matando-o. Angela libera Billy e entrega espingardas para ele, Julian e o prisioneiro Mose. A xerife consegue se comunicar por rádio com um homem, que acha que a mensagem dela é um trote.
Lita chega à delegacia. Julian e Billy saem para procurar Cruz e encontram o cadáver da moça. Enquanto tentam levar o corpo para a delegacia, são capturados pelos canibais e aprisionados em um campo de futebol, onde Three Finger os mata com um removedor de neve. Mose sai à procura dos policiais, mas acaba caindo numa emboscada e capturado pelos canibais, que o queimam vivo. Angela sai da delegacia em busca de ajuda.
Maynard convence Lita de que, se ela o soltar, ele a deixará viver. Ela o liberta, mas ele a esfaqueia nos olhos. Lita cambaleia até a rua, e Maynard a segue. A xerife retorna e atira nele, não fatalmente, e o leva de volta para a delegacia, juntamente com Lita. Angela encontra o marido amarrado em um carro e tenta ajudá-lo, mas isso é mais uma das armadilhas e ele morre; Three Finger a ataca e captura. Maynard ameaça Lita, que sai cambaleando da delegacia.
Angela acorda na cela com as mãos amarradas no teto e Maynard lhe dá duas opções para morrer: queimada viva ou atingida por uma espingarda amarrada aos pés, cujo gatilho dispara se ela pisar no chão. Ele incendeia a delegacia e vai embora. Ao sentir os pés queimando, Angela finalmente dispara a espingarda, se matando. Lita, completamente cega, é capturada por Maynard e pelos canibais ao atravessar a estrada. Eles se dirigem para a floresta, enquanto Lita grita desesperada.

## Elenco
- Doug Bradley como Maynard Odets
- Camilla Arfwedson como Xerife Angela Carter
- Simon Ginty como Billy
- Roxanne McKee como Lita
- Paul Luebke como Gus
- Oliver Hoare como Julian
- Kyle Redmond-Jones como Delegado Kevin Biggs
- Amy Lennox como Cruz
- Duncan Wisbey como Mose
- Borislav Iliev como Three Finger
- George Karlukovski como Saw Tooth
- Radoslav Parvanov como One Eye
- Peter Brooke como Jason Carter
- Finn Jones como Teddy
- Andrew Bone como George
- Rosie Holden como Ginny
- Harry Anichkin como Doctor
- Velizar Peev como Vigilante noturno
- Emilia Klayn como Kaleen Webber
- Borisa Tutundjieva como Linda
- Nikola Dzupanov como Policial

## Lançamento e recepção
O filme foi lançado diretamente em vídeo, nos formatos DVD e Blu-ray, em 23 de outubro de 2012. A edição Blu-ray é constituída de dois discos, um deles contendo o longa-metragem em si e o outro uma cópia digital/DVD do mesmo. Desde o seu lançamento, Wrong Turn 5 recebeu avaliações bastante negativas dos críticos e é frequentemente considerado a pior sequência da série. O filme foi criticado por seus personagens, enredo, CGI ruim e atuações.